# Hoya surigaoensis
Hoya surigaoensis är en oleanderväxtart som beskrevs av Kloppenb., S.Siar och Nyhuus. Hoya surigaoensis ingår i släktet Hoya och familjen oleanderväxter. Inga underarter finns listade i Catalogue of Life.